# Lars Teutenberg
Lars Teutenberg, nacido el 2 de septiembre de 1970 en Mettmann, es un ciclista amateur alemán reconocido por superar el Récord de la hora en bicicletas especiales. 
Es hermano de Sven y de Ina-Yoko Teutenberg, ciclistas profesionales.

## Palmarés
| 1992 (como amateur) - Tour de Hainaut 1996 (como amateur) - GP Buchholz 1998 - Tour de Thuringe, más 1 etapa 2001 (como amateur) - 1 etapa del Cinturón a Mallorca - 1 etapa del Tour de Japón | 2003 (como amateur) - Cinturón a Mallorca - Tour de Düren - Cinturó de l'Empordá, más 1 etapa 2007 (como amateur) - 2.º Campeonato de Alemania Contrarreloj 2012 (como amateur) - 3.º Campeonato de Alemania Contrarreloj 2014 (como amateur) - 3.º Campeonato de Alemania Contrarreloj |